# Grottolella
Grottolella è un comune italiano di 1 796 abitanti della provincia di Avellino in Campania.

## Storia
Un centro abitato con il nome "Grotta" viene per la prima volta citato nella "Cronica" di Falcone Beneventano, nel 1134, a proposito delle conquiste di Ruggero II di Sicilia; si legge infatti che quest'ultimo prese "... i castelli di Altacoda, Grotta, Summonte, i quali si appartenevano a Raone di Fragneto ..." 
Ma ben più antico sembra essere l'insediamento in questo territorio; ne sono testimonianza i ritrovamenti di una villa rustica e di alcuni sepolcreti, risalenti probabilmente all'età tardo imperiale (III-IV secolo d.C.) nella località Barbelle. 
La denominazione "Grotta" nei secoli ha subito delle variazioni; infatti a partire dal XII secolo assumerà il nome "Grotta Castagnara" (Crypta Castagnaria). Tale denominazione rimarrà fino al 1646, quando il feudatario Scipione Macedonio fu insignito da Filippo IV di Spagna del titolo di duca di Grotta Castagnara.
Non possedendo notizie certe su Grottolella nel periodo medievale, è possibile percorrere la sua storia attraverso la successione dei feudatari che si alternarono nel dominio del feudo. Poiché già dal XII secolo è presente un borgo fortificato, è ipotizzabile che quest'ultimo fosse il nucleo più antico intorno al quale si ergeva il castello ancora oggi esistente; ma tale abitato non ebbe un incremento rilevante.
Secondo lo Scandone il feudo di Grotta, sin dal tempo della dominazione longobarda era diviso in due parti; probabilmente Ruggiero II dopo la conquista ne concesse una parte a Torgisio e l'altra ad Ugone. Proprio un erede di Ugone, Ruggiero di Fragneto, nella seconda metà del secolo XII favorì la nascita della baronia di Sant'Angelo che comprendeva Capriglia, Sant'Angelo a Scala e parte di Grottolella. Questa unione è durata sino alla fine del secolo XII. 
L'altra parte seguì le sorti del vicino feudo di Montefredane, almeno fino al XIV secolo. Si ha notizia che, intorno al 1173, il feudo passò alla famiglia Sanseverino, di cui un ramo si sarebbe chiamato poi de Crypta: proprio di un discendente di quest'ultima, Guerriero, troviamo notizia nel 1239, quando Federico II gli affidò Gerardo Pelluce, prigioniero di guerra. 
Erede di Guerriero de Crypta fu la figlia Fenizia, sposa del giudice Giacomo di Avellino, al quale il feudo venne confiscato da Carlo I d'Angiò, in quanto aveva parteggiato per Corradino. Il feudo fu poi restituito a Mattia, cugina di Fenizia per un terzo, un altro terzo fu dato a Leonardo "Trink-à-la boire", il quale poco dopo vi rinunziò. Alla morte di Mattia rimasero eredi le sue due figlie: Isabella e Giordana. Una parte del feudo passò alla famiglia di Mont-Justin fino al 1355, in quanto Isabella sposò Jacques de Mont-Justìn, signore di Montefredane, mentre l'altra figlia Giordana sposò Ruggiero de Molinis, il quale nel 1369 fu invitato a prestare servizio militare per la sua parte di Capriglia, Sant'Angelo a Scala e Grottolella.
I d'Aquino tennero il feudo fino al 1466. I nuovi signori, i Carafa, dominarono fino al 1590, quando un componente di questa famiglia, a causa di indebitamenti, lo vendette ai signori de Ponte; infine fu acquistato nel 1617 da Vincenzo Macedonio. I Macedonio ne ebbero la signoria col titolo di duchi, fino all'abolizione della feudalità nel 1806. 
Si deve a questi ultimi la risistemazione sia del castello sia dell'annessa cappella, risalente al 1150 e luogo di culto fino al 1700.La cappella di San Giovanni Battista, annessa ad una torre del castello Macedonio, fu realizzata da Lorenzo Vaccaro per volontà della Duchessa Emilia Cioffi e del Marito Nicola Macedonio. La cappella divenne sepolcro famiglia e vi riposano le spoglie della duchessa Emila Macedonio. Originariamente la cappella era adornata da maioliche e marmi realizzati dal "riggiolaro" napoletano Ignazio Chiaiese più volte collaboratore prima di Lorenzo e successivamente di Domenico Antonio Vaccaro. Proprio del XVIII secolo è la chiesa di Santa Maria delle Grazie prospiciente al borgo medievale e la cappella di Santa Maria di Costantinopoli, demolita nella metà di questo secolo, di cui oggi sono visibili i resti dell'abside e della sacrestia. Intorno a questa cappella settecentesca si estende il secondo nucleo che si sviluppa lungo il corso Umberto I.
Si può supporre che Grottolella almeno fino alla seconda metà del XIX secolo non abbia avuto un grande sviluppo socio-economico, tuttavia la sua posizione è di notevole importanza per il controllo del traffico commerciale tra le province di Avellino e Benevento. Ancora oggi la sua economia è legata alla piccola proprietà terriera e al terziario.

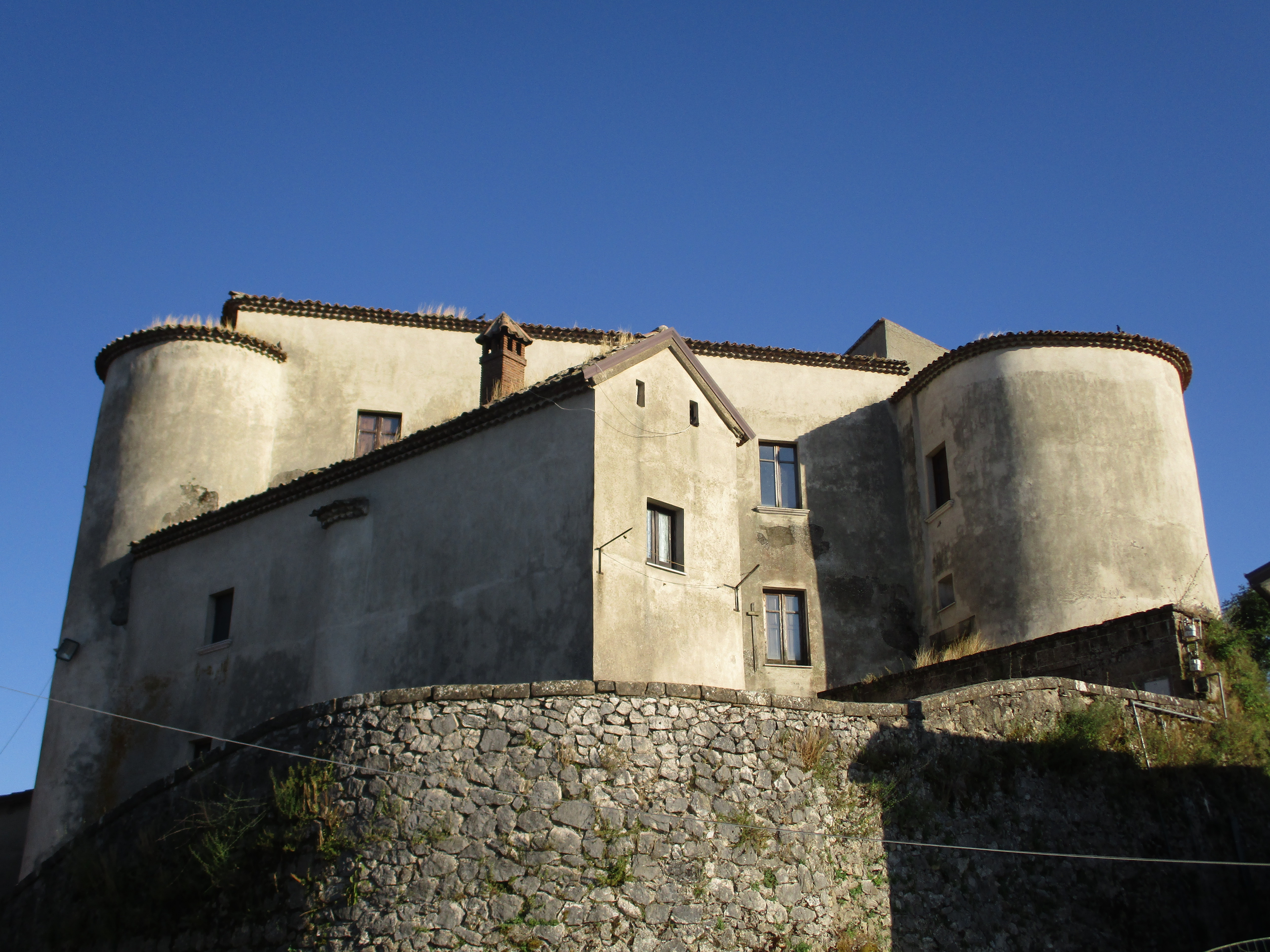
Il castello Macedonio

## Società

### Evoluzione demografica
Abitanti censiti

### Lingue e dialetti
Accanto alla lingua italiana, nel territorio comunale di Grottolella è in uso il dialetto irpino.